# Landesblasorchester NRW
Das Landesblasorchester NRW ist ein Auswahlorchester des Volksmusikerbundes NRW e.V. Es besteht aus rund 65 Musikern und existiert seit 1989.

## Geschichte
Die Landesverbände Rheinland e. V. und Westfalen-Lippe e. V. fusionierten im Jahr 1989 zum gemeinsamen Landesverband NRW des Volksmusikerbundes und beschlossen, ein gemeinsames Landesblasorchester aufzubauen. Die Landesdirigenten Theo Aust und Hans-Paul Breuer übernahmen diese Aufgabe, und das Orchester hatte seinen ersten Auftritt 1991 anlässlich des ersten Landesmusikfest NRW in Geseke.
Die weitere Entwicklung des Landesblasorchester lag dann in den Händen von Hans-Paul Breuer und Rita Vogt. 1995 gelang es nach Probedirigaten, den Dirigenten und Orchesterpädagogen an der Landesmusikakademie NRW e.V., Renold Quade, für das Orchester zu gewinnen.

## Aufgaben
Als Verbandsorchester nimmt das Orchester Repräsentationsaufgaben für den Volksmusikerbund NRW wahr und fördert als Multiplikatorenorchester die musikalischen Entwicklungen seiner Mitgliedsvereine. Das Ensemble pflegt musikalische Traditionen und zeitgenössische Strömungen der konzertanten und unterhaltenden Musik für großes Konzertblasorchester. Originalkompositionen, Uraufführungen, aber auch Bearbeitungen von Filmmusiken und Musicals präsentieren ein breites Repertoire.
Als Repräsentationsorchester ist es mit Konzerten zu jedem Landesmusikfest des Volksmusikerbund NRW vertreten. Des Weiteren übernimmt es Begleitaufgaben des Verbandes zu Festveranstaltungen, wie der der Pro-Musica-Plakette oder der Zelter-Plakette, der Landesmusikakademie NRW oder auch Jubiläumsfestakte und Konzerte bei verschiedenen Landesgartenschauen und zu Landesmusiktagen in NRW. Gemeinsame Auftritte mit dem Landesspielleutekorps NRW runden die Arbeit im Volksmusikerbund NRW ab.
Ein besonderes Anliegen ist die Förderung interdisziplinärer Kulturarbeit durch Benefiz- und Wohltätigkeitskonzerte in Verbindung mit weiteren künstlerischen Darbietungen. Das Landesblasorchester leistet so einen wichtigen Beitrag zur Zusammenarbeit der verschiedenen Kulturverbände innerhalb und außerhalb des Landesmusikrates NRW.

## Dirigent
Chefdirigent ist seit Anfang 2024 der Bonner Martin Kirchharz (* 1984); er folgte auf Renold Quade, der die musikalischen Geschicke des Landesblasorchesters NRW 28 Jahre lang geführt hat. Kirchharz, der seit seinem 16. Lebensjahr Ensembles leitet, ist auch Dirigent des studentischen Sinfonieorchesters Uniorchesters Bonn – Camerata musicale und Leiter des Internationalen Chores der Rheinischen Friedrich-Wilhelms Universität Bonn. Zudem leitet er zahlreiche Ensembles in NRW als Gast – und Chefdirigent. Somit ist er einer der erfahrensten und vielseitigsten Dirigenten seiner Generation. Martin Kirchharz ist zudem als Arrangeur tätig.

## Aktivitäten
Das Landesblasorchester NRW setzt musikalische Schwerpunkte und tritt als Gastorchester in ganz NRW auf. Veranstaltungen internationalen Charakters gehören ebenfalls zum Aufgabenprofil des Orchesters.
Schwerpunkt ist die Förderung junger Komponisten besonders aus Nordrhein-Westfalen. Neue Orchesterwerke waren z. B. Schwerpunkt eines Sonderkonzertes in der Spielbank Dortmund-Hohensyburg. Mehrfach hat das Landesblasorchester NRW Siegertitel von Kompositionswettbewerben außerdem uraufgeführt. Höhepunkte waren Konzerte mit Solisten wie Steven Mead (Euphonium), Frits Damrow (Trompete) und Oto Vrhovnik (Saxophon).
Das Landesblasorchester hat an verschiedenen Radio- und Fernsehproduktionen mitgewirkt. Als Konzertpartner des WDR ist das Landesblasorchester beispielsweise ständiger Gast bei den „Bläserklängen“ (WDR 4) oder bei „Klingendes NRW“ mit Gisbert Baltes im WDR-Fernsehen.
2002 hat das Landesblasorchester als Kulturbotschafter des Landes NRW eine Konzertreise in die Volksrepublik China unternommen. Neun Konzerte zwischen Peking und Shanghai, u. a. mit Unterstützung von Volkswagen im Ritz-Carlton/Shanghai, gehörten zum Programm. Die Tournee wurde mit der CD-Produktion „Good News From China“ abgeschlossen.
2005 unternahm das Orchester eine international gleich mehrfach preisgekrönte Reise nach Tschechien. In Prag wurde es im Nationalhaus beim International Festival of Brass Orchestras zum Gesamtsieger gekürt. Das Wettbewerbsprogramm ist wesentlicher Bestandteil der im Jahr 2005 gemeinsam mit dem WDR produzierten CD „Querbeet“.
Im Sportbegleitprogramm der Worldgames 2005 spielte das Landesblasorchester NRW vor insgesamt über 20.000 Zuschauern in der König-Pilsener-Arena Oberhausen und im Stadion des MSV Duisburg (MSV-Arena) beim Finale im American Football.
Weitere Auftritte hatte das Orchester bei den Feierlichkeiten zum 60. Geburtstag Bestehen des Landes NRW in Düsseldorf oder in der RUHR.2010 – Kulturhauptstadt Europas Essen.
Im November 2006 erreichte das Orchester bei den 3. bundesweiten Wertungsspielen für Auswahlorchester in Trossingen den 1. Platz in der Kategorie „Auswahlorchester auf Landesebene“ und wird als bestes Auswahlorchester ausgezeichnet.
Zum Jahreswechsel 2013/2014 unternahm das Orchester zum zweiten Mal eine Konzertreise nach China. Thema der Konzertreise war vorwiegend ein klassisches Neujahrskonzert-Programm unter Einbezug chinesischen sowie deutschen Volksguts. Die sieben Konzerte fanden vorwiegend in der chinesischen Provinz Zhejiang statt. Orte der Tournee waren Huzhou, Wenzhou, Ningbo, Lishui, Hangzhou, Shanghai und Peking.
2023 hat das Orchester eine CD mit dem Titel „Ouvertüre NRW“ eingespielt. Die titelgebende Ouvertüre stammt aus der Feder von Guido Rennert.

## Förderverein
Im Jahr 2000 wurde die Gesellschaft der Freunde und Förderer des Landesblasorchesters NRW e.V. unter maßgeblicher Initiative von Josef Heithausen gegründet. Der erste Geschäftsführer des Fördervereins war Otto Levermann. Im Vorstand der Gesellschaft engagierten sich führende Kulturpolitiker des nordrhein-westfälischen Landtages, so Monika Brunert-Jetter, Elisabeth Koschorreck und Thomas Sternberg, derzeit zählen dazu u. a. Andreas Bialas, Raphael Tigges und Lorenz Deutsch. Ziel des Vereins ist es, das Orchester sowohl ideell als auch finanziell zu fördern. Das beinhaltet die Unterstützung des normalen Orchesterbetriebs, aber auch die Förderung von besonderen künstlerischen Projekten, wie etwa Auftragskompositionen, Konzertreisen oder Tonträgerproduktionen.

## Belege
1. 1 2  Dirigent. In: Uniorchester Bonn. Abgerufen am 22. Februar 2024.
2. ↑  Landesblasorchester NRW unter neuer Leitung - Martin Kirchharz folgt auf Renold Quade. In: Musiktreff.info. Abgerufen am 22. Februar 2024.
3. ↑  Baton Music Catalogue. Abgerufen am 22. Februar 2024.
4. ↑  Lust auf eine musikalische Herausforderung im neuen Jahr? In: Landesblasorchester NRW. 18. Oktober 2022, abgerufen am 22. Februar 2024.